# Crenshaw
Crenshaw er et nabolag i den sydlige del af Los Angeles, Californien. Navnet kommer fra gaden Crenshaw Boulevard. Før 1960'erne var der mange forskellige racer beboende i Crenshaw, men i 1960'erne flyttede afroamerikanere til, og de andre racer flyttede væk. Derfor er Crenshaw i dag et afroamerikansk nabolag. Der har gennem årene været mange bander i området, bl.a Crips og Bloods. Banderne er dog i dag ikke så aktive mere, som de var for et par år siden.

## Kendte fra Crenshaw
Ice Cube
Ice-T
Nipsey Hussle
34°01′05″N 118°20′28″V / 34.0181°N 118.341°V